# Broń sieczna

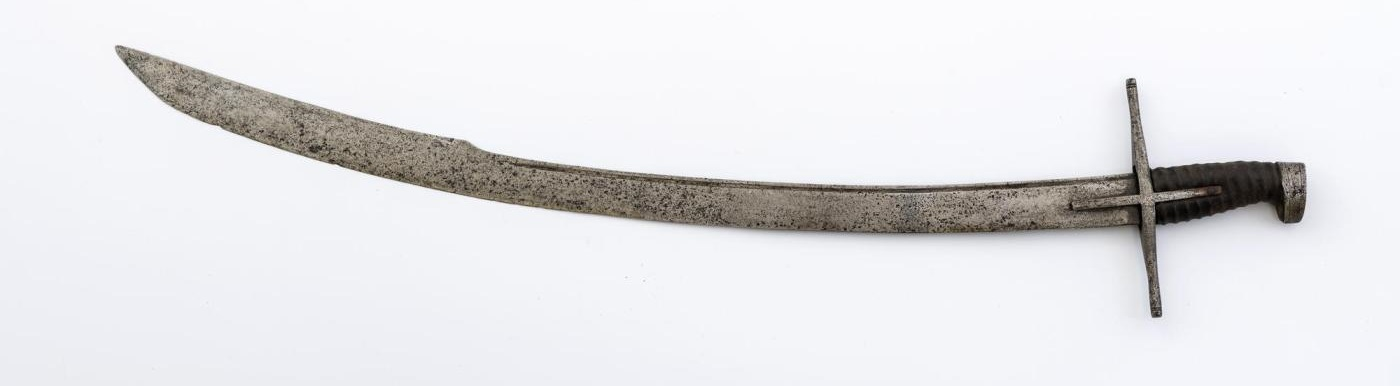
Szabla – przykład broni siecznej

Broń sieczna – broń biała służąca głównie do zadawania cięć, jej cechą charakterystyczną jest najczęściej zakrzywiona głownia (chociaż nie jest to regułą). Bronią sieczną często możliwe jest również zadawanie pchnięć, jednak jest to funkcja drugorzędna a niekiedy znacznie ograniczona bądź nie występująca (por. broń sieczno-kolna).
Pojęcie „broń sieczna” bywa często nadużywane jako zbiorcze określenie zróżnicowanych typów bocznej broni białej z głownią osadzoną w rękojeści (obejmując zarówno broń sieczną, kolną i sieczno-kolną). Jest to jednak terminologicznie niepoprawne.